# 鄭承隆
鄭承隆博士（英語：Dr. Edwin Cheng Shing-lung，1975年1月17日—），MH，香港中間派政治人物，時事評論員。曾任新思維副主席及新民黨的中央委員會副主席與執行委員會副主席。鄭承隆2012年任仁濟醫院董事會主席及仁濟醫院執行委員會主席，擁調解、法學文憑、法學學士、工商管理學士；獲香港中文大學頒授大學榮譽院士。
曾任DBC早晨八達通主持，香港電台自由風自由Phone時事評論員。

## 簡歷
鄭承隆祖籍廣東潮陽，1975年1月17日出生於香港。
2002年起參與地區服務，2004年起加入仁濟醫院董事局開始服務荃灣社區，隨後加入多個地區諮詢委員會，主要為青年及弱勢社群服務。
2005年於仁濟醫院內開辦「鄭承隆眼科診所」是為市民提供廉價（收費為私家診所半價）及優質的眼科專業治療。
2012年1月加入獨立監察警方處理投訴委員會（監警會）委員，2014年擔任宣傳及意見調查委員會主席。
2012年10月加入新民黨並任副主席。
2013年獲推選為香港交通安全會會長。
2014年7月退出新民黨。
2015年香港區議會選舉時，以獨立身份出選荃灣汀深區僅得454票，被得1799票的新民黨候選人鄭捷彬擊敗。
2015年12月加入新思維並任副主席。
2017年於香港特別行政區行政長官選舉為候選人胡國興擔任競選辦公室副主任。
2020年加入香港電台擔任節目《自由風自由Phone》時事評論員。
2020年於2019冠狀病毒病香港疫情期間創立SOSoMask，在港生產醫用口罩。

## 公職
- 獨立監察警方處理投訴委員會委員（1/1/2012-31/12/2015)，宣傳及意見調查委員會主席（1/1/2014-31/12/2015)
- 禁毒常務委員會委員；
- 民政事務總署伙伴倡自強社區協作計劃諮詢委員會委員；
- 懲教人員子女信託基金投資委員會委員（1/1/2013-31/12/2019)
- 香港中文大學新亞書院校董 [8] ；
- 香港交通安全會會長

## 榮譽／獎項
- 2005年獲榮譽哲學（社會科學）博士；
- 2006年獲世界𠎀出華人獎；榮譽法律博士；
- 2007年獲委任為美國林肯大學工商學院榮譽教授；
- 2008年獲頒香港特別行政區民政事務局局長嘉許狀；
- 2010年獲頒香港特別行政區行政長官社區服務獎狀；
- 2011年獲香港中文大學頒授大學榮譽院士；及
- 2013年獲頒香港特別行政區榮譽勳章。

## 外部連結
- 仁濟醫院主席鄭承隆成為新民黨副主席
- 仁濟醫院鄭承隆眼科診所
- 專訪仁濟醫院鄭承隆主席（页面存档备份，存于）
- 新思維 Third Side 政黨官方網站